# Isaac de Rivaz
François Isaac de Rivaz (Parigi, 19 dicembre 1752 – Sion, 30 luglio 1828) è stato un politico e inventore francese naturalizzato svizzero (da Famiglia Vallesana).
È famoso per aver inventato il primo motore a combustione interna alimentato da gas idrogeno.

## Biografia
Isaac nacque nel 1752 a Parigi. Durante i suoi anni scolastici prediligeva il latino e la matematica. Verso la fine del XVIII secolo, iniziò a studiare il motore a vapore dal quale sperimentò qualche prototipo.

### Il motore a combustione interna
Dopo essersi ritirato dal servizio militare, si stabilì in Svizzera dove iniziò a sperimentare i primi esempi di motore a combustione interna per poi realizzare un prototipo nel 1804. Nel 1807 applicò il suo motore sopra un carretto, creando così di fatto un rudimentale veicolo a motore a combustione interna. Il motore era costituito da un lungo cilindro disposto verso l'alto, al suo interno si trovavano due pistoni, quello più grande era il pistone principale ovvero quello che faceva muovere la ruota, mentre l'altro, che si trovava in fondo al cilindro, serviva per far entrare l'aria e per far uscire i gas di scarico. Il combustibile, il quale era una miscela di aria e idrogeno, veniva iniettato all'interno da un contenitore e dopo che la miscela era stata compressa dal pistone il tutto veniva incendiato da una sorta di batteria elettrica. Il movimento della ruota era dato da una catena collegata al pistone.